# 高山勿忘草
高山勿忘草是紫草科勿忘草属二年生或多年生草本植物，原产欧洲、西亚、中亚。远东、北美的种群通常认为属于勿忘草。